# Livadijský palác
Livadijský palác sloužil jako letní rezidence posledního ruského cara Mikuláše II. a jeho rodiny. V únoru 1945 se v paláci konala Jaltská konference a sídlila zde americká delegace v čele s prezidentem Rooseveltem.